# Xyrauchen texanus
Xyrauchen texanus és una espècie de peix de la família dels catostòmids i l'única del gènere Xyrauchen.

## Morfologia
Pot assolir 91 cm de longitud total, encara que la seua mida normal és de 50.

## Reproducció
A la conca inferior del riu Colorado té lloc principalment des de finals del gener fins a l'abril (rarament, fins al maig o el juny), quan la temperatura de l'aigua assoleix 11-21 °C.

## Alimentació
Menja algues, crustacis planctònics i larves d'insectes aquàtics. Al llac Mohave (Arizona i Nevada), els adults es nodreixen principalment de crustacis, diatomees, algues filamentoses i detritus.

## Depredadors
Als Estats Units és depredat per Lepomis cyanellus, Cyprinella lutrensis, Pimephales promelas, Richardsonius balteatus, Ictalurus punctatus i Pylodictis olivaris.

## Hàbitat
És un peix d'aigua dolça, demersal, potamòdrom i de clima temperat (37°N-34°N).

## Distribució geogràfica
Es troba als Estats Units: històricament, s'estenia a la conca del riu Colorado des de Wyoming i Colorado (els Estats Units) fins a la Baixa Califòrnia i Sonora (Mèxic), però actualment només es troba al mateix riu al seu pas pel Gran Canyó i els llacs Mead, Mohave i Havasu, incloent-hi els estats d'Arizona, Califòrnia, Colorado, Nevada, Nou Mèxic, Utah, Wyoming i la Nació Navajo.

## Estat de conservació
Apareix a la Llista Vermella de la UICN i les seues principals amenaces són la introducció d'espècies exòtiques i les alteracions humanes de l'hàbitat riberenc (com ara, la construcció de preses).

## Observacions
És inofensiu per als humans.